# 佐野バイパス

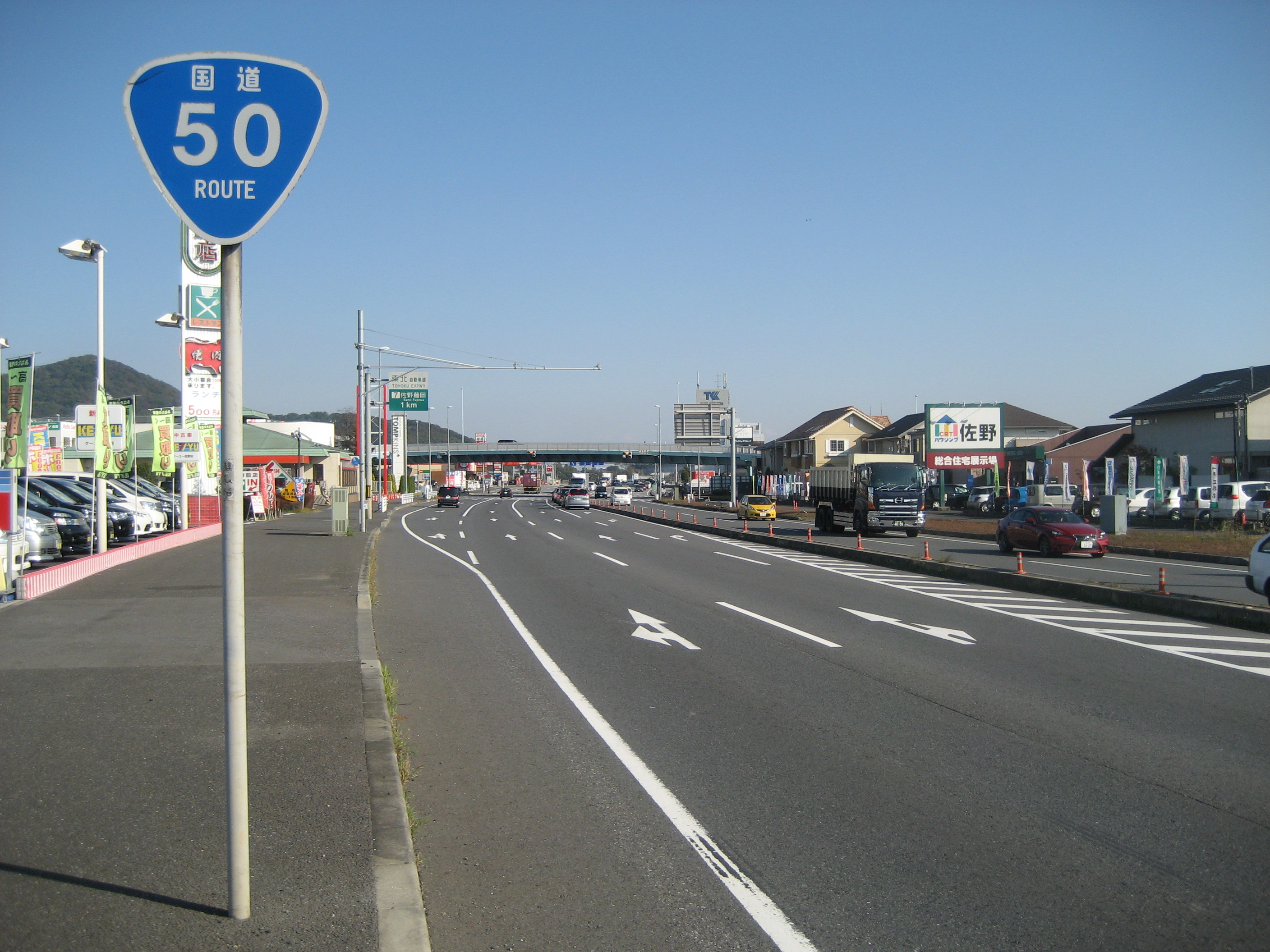
佐野市高萩町（佐野新都市）付近

佐野バイパス（さのバイパス）は栃木県佐野市から栃木市に至る国道50号のバイパスである。

## 概要
- 起点：栃木県佐野市高橋町（高橋町交差点）
- 終点：栃木県栃木市岩舟町静（静交差点）
- 延長：13.2 km[1]
- 車線数：4車線（一部6車線[2]）
- 開通：1975年（昭和50年）

## 通過する自治体

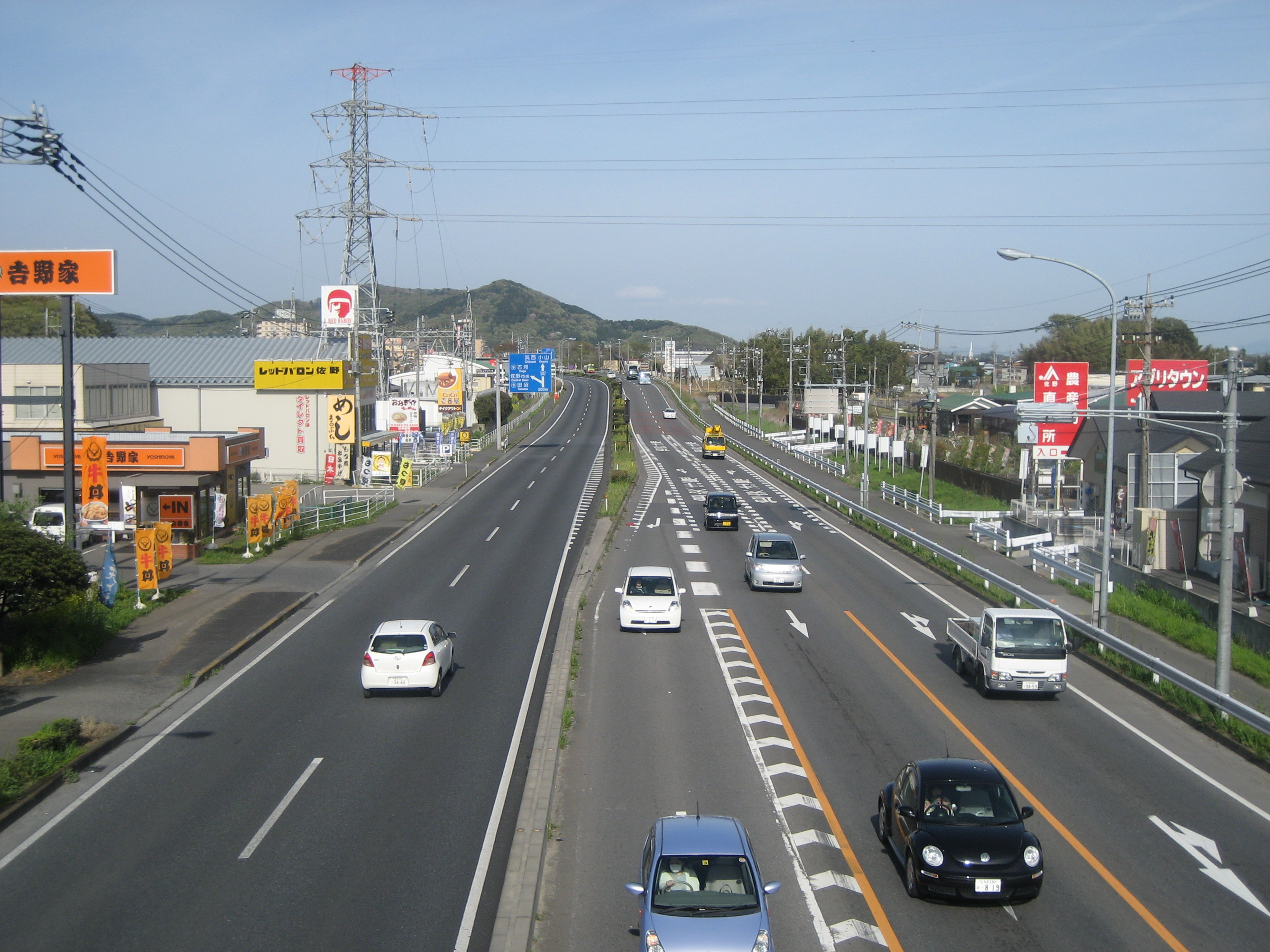
佐野市植下町

- 栃木県
  - 佐野市 - 栃木市

## 交差する道路
- 栃木県道・群馬県道223号寺岡館林線（足利市高橋町、高橋町交差点）
- 栃木県道7号佐野行田線（佐野市田島町、田島インター）
- 栃木県道9号佐野古河線（佐野市高萩町、高萩交差点）
- E4 東北自動車道 佐野藤岡IC（佐野市西浦町）
- 栃木県道282号中藤岡線（栃木市藤岡町大田和、大田和西交差点）
- 栃木県道11号栃木藤岡線（栃木市岩舟町静、静交差点）

## 接続するバイパス
- 足利バイパス
- 岩舟小山バイパス